# Chiloconger
Chiloconger és un gènere de peixos marins pertanyent a la família dels còngrids i a l'ordre dels anguil·liformes.

## Etimologia
Chiloconger prové del mot grec cheilos (llavi) i de la paraula llatina conger (congre).

## Descripció
Cos moderadament allargat i amb l'extrem de la cua rom i endurit. Aleta caudal reduïda. L'aleta dorsal comença sobre la part posterior de les pectorals. Els radis de les aletes dorsal i anal no presenten segments. Musell curt i rom. Ulls grans (el seu diàmetre és lleugerament més gran que la llargada del musell). Presència del segon i cinquè porus infraorbitaris, però absència del tercer i del quart. Les dents maxil·lars i mandibulars són irregularment biserials i no formen una vora de tall.

## Distribució geogràfica
Es troba al Pacífic occidental central (les illes Filipines) i el Pacífic oriental central (des del sud del golf de Califòrnia fins a Colòmbia, incloent-hi Mèxic, Guatemala, El Salvador, Nicaragua, Costa Rica, Panamà i les illes Galápagos).

## Cladograma
| Chiloconger (Myers & Wade, 1941) | \| \| Chiloconger dentatus (Garman, 1899)[23] \| \| \| \| \| \| Chiloconger philippinensis (Smith & Karmóvskaia, 2003)[4][24] \| \| \| \| |
|                                  | \| \| Chiloconger dentatus (Garman, 1899)[23] \| \| \| \| \| \| Chiloconger philippinensis (Smith & Karmóvskaia, 2003)[4][24] \| \| \| \| |
|                                  | Ariosoma (Swainson, 1838) |
|                                  | |
|                                  | Bathymyrus (Alcock, 1889) |
|                                  | |
|                                  | Kenyaconger (Smith & Karmóvskaia, 2003)                                                                                                   |
|                                  | |
|                                  | Parabathymyrus (Kamohara, 1938) |
|                                  | |
|                                  | Paraconger (Kanazawa, 1961) |
|                                  | |
|                                  | Chiloconger dentatus (Garman, 1899) |
|                                  | |
|                                  | Chiloconger philippinensis (Smith & Karmóvskaia, 2003)                                                                                    |
|                                  | |

|  | Chiloconger dentatus (Garman, 1899)                    |
|  |                                                        |
|  | Chiloconger philippinensis (Smith & Karmóvskaia, 2003) |
|  |                                                        |

## Estat de conservació
Chiloconger dentatus n'és l'única espècie que apareix a la Llista Vermella de la UICN.